# Limopsis surinamensis
Limopsis surinamensis är en musselart. Limopsis surinamensis ingår i släktet Limopsis och familjen Limopsidae. Inga underarter finns listade i Catalogue of Life.